# Durfort-Lacapelette
Durfort-Lacapelette is een gemeente in het Franse departement Tarn-et-Garonne (regio Occitanie) en telt 675 inwoners (1999). De plaats maakt deel uit van het arrondissement Castelsarrasin.

## Geografie
De oppervlakte van Durfort-Lacapelette bedraagt 36,1 km², de bevolkingsdichtheid is 18,7 inwoners per km².
De onderstaande kaart toont de ligging van Durfort-Lacapelette met de belangrijkste infrastructuur en aangrenzende gemeenten.

## Demografie
Onderstaande figuur toont het verloop van het inwonertal (bron: INSEE-tellingen).